# ریج‌مارک، کالیفرنیا
ریج‌مارک (به انگلیسی: Ridgemark) یک منطقهٔ مسکونی در ایالات متحده آمریکا است که در شهرستان سن بنیتو، کالیفرنیا واقع شده‌است. ریج‌مارک ۶٫۶۵۶ کیلومتر مربع مساحت و ۳٬۰۱۶ نفر جمعیت دارد و ۱۴۹ متر بالاتر از سطح دریا واقع شده‌است.